# El Posadeño
El Posadeño är en ort i Mexiko.   Den ligger i kommunen Hidalgo del Parral och delstaten Chihuahua, i den centrala delen av landet, 1 100 km nordväst om huvudstaden Mexico City. El Posadeño ligger 1 786 meter över havet och antalet invånare är 115.
Terrängen runt El Posadeño är kuperad åt nordost, men åt sydväst är den platt. Runt El Posadeño är det mycket glesbefolkat, med 3 invånare per kvadratkilometer. Närmaste större samhälle är Hidalgo del Parral, 6,3 km öster om El Posadeño. Omgivningarna runt El Posadeño är i huvudsak ett öppet busklandskap.